# Рашово
Ра̀шово (на гръцки: Λειμών, Лимон, до 1927 година, Ράσοβο, Расово, катаревуса Ράσοβον, Расовон) е обезлюдено село в Република Гърция, разположено на територията на дем Драма, област Източна Македония и Тракия.

## География
Рашово се намира на югозападните склонове на Родопите и попада в историко-географската област Чеч. Съседните му села са Колярба, Прибойна, Пулово, Дерекьой и Добряджил. Селото е разположено от западната страна на възвишение с височина 983 метра. От другата страна на възвишението тече Мъжделската река (Вати Рема).

## История

### Етимология
Според Йордан Н. Иванов името изва от личното име Рашо, като обликът Расово е възникнал на гръцка почва.

### В Османската империя
В съкратен регистър на тимари, зиамети и хасове в ливата Паша от 1519 година село Рашово (Рашова), спадащо към Испанеполе е вписано както следва - мюсюлмани: 41 домакинства, неженени - 15; немюсюлмани: 9 домакинства, вдовици - 2. В подробен регистър на тимари, зиамети, хасове, чифлици, мюлкове и вакъфи в казите и нахиите по териториите на санджака Паша от 1524-1537 година от село Рашова са регистрирани мюсюлмани: 30, неженени - 21; немюсюлмани: 10, неженени - 1, вдовици - 1, ямаци - 1. В съкратен регистър на санджаците Паша, Кюстендил, Вълчитрън, Призрен, Аладжа хисар, Херск, Изворник и Босна от 1530 година са регистрирани броят на мюсюлманите и немюсюлманите в населените места. Регистрирано е и село Рашова с мюсюлмани: 30 домакинства, неженени - 21, ямаци - 1; немюсюлмани: 10 домакинства, неженени - 1, вдовици - 1. В подробен регистър на санджака Паша от 1569-70 година е отразено данъкоплатното население на Рашово както следва: мюсюлмани - 42 семейства и 38 неженени. В подробен регистър за събирането на данъка авариз от казата Неврокоп за 1723 година от село Рашова са зачислени 56 мюсюлмански домакинства.
В XIX век Рашово е мюсюлманско село в Неврокопска каза на Османската империя. В „Етнография на вилаетите Адрианопол, Монастир и Салоника“, издадена в Константинопол в 1878 година и отразяваща статистиката на населението от 1873 година, Рашово (Rachovo) е посочено като село със 72 домакинства и 180 жители помаци. Според Стефан Веркович към края на XIX век Рашово (Рашюву) има помашко мъжко население 243 души, което живее в 72 къщи.
Съгласно статистиката на Васил Кънчов („Македония. Етнография и статистика“) към 1900 година в Рашово живеят 565 българи мохамедани и в Рашово (Вашово) има 150 къщи.

### В Гърция
През Балканската война в 1912 година в селото влизат български части. По данни на Българската православна църква, към края на 1912 и началото на 1913 година в Рашово живеят 159 семейства или общо 749 души.
След Междусъюзническата война в 1913 година Рашово попада в Гърция. Според гръцката статистика, през 1913 година в Рашово (Ράσοβον) живеят 795 души.
През 1923 година жителите на Рашово по силата на Лозанския договор като мюсюлмани са изселени в Турция и са настанени в село Хъсърджъарнавудкьой, вилает Одрин, община Мерич, Турция. На тяхно място са заселени гърци бежанци от Турция. През 1927 година името на селото е сменено от Расово (Ράσοβο) на Лимон (Λειμών). Поради лошите условия за живот, след Втората световна война, колонистите го напускат селото и то е заличено.
| Година    | 1913 | 1920 | 1928 | 1940 | 1951 | 1961 | 1971 | 1981 | 1991 | 2001 | 2011 | 2021 |
| --------- | ---- | ---- | ---- | ---- | ---- | ---- | ---- | ---- | ---- | ---- | ---- | ---- |
| Население | 795  | 507  | 152  | 59   |      |      |      |      |      |      |      |      |